# Dunley
Dunley – wieś w Anglii, w hrabstwie Worcestershire, w dystrykcie Malvern Hills. Leży 16 km na północny zachód od miasta Worcester i 175 km na północny zachód od Londynu.